# King's College London
King's College London är ett brittiskt universitet som ingår i University of London. King's College grundades av kung Georg IV och Hertigen av Wellingtons regering 1829. King's College ligger centralt vid Themsen i London och har 23 000 studenter. King's College London klassas som ett av världens främsta lärosäten och rankades år 2021 som det 31:a bästa universitetet i världen och 9:a i Europa, enligt QS World University Rankings.  King's College utgör tillsammans med fem andra universitet den så kallade "gyllene triangeln" bland brittiska högskolor, Storbritanniens motsvarighet till Ivy League.
Med sina tre universitetssjukhus utgör King's College Europas största utbildningscentrum inom medicin och omvårdnad. Institutionen för "War Studies" har rankats som en av de ledande internationella relationer-fakulteterna i världen.

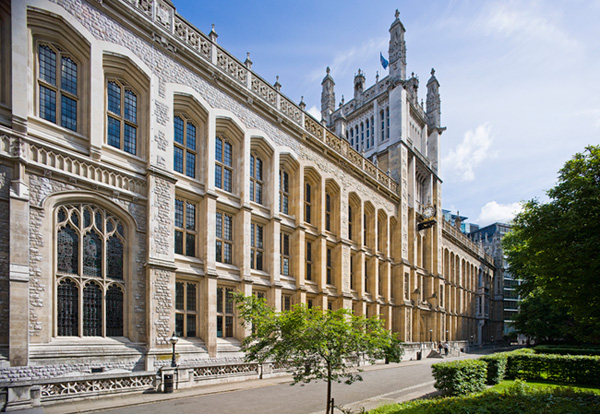
Maughan biblioteket vid King's College London